# Kostivți, Brusîliv
Kostivți (în ucraineană Костівці) este un sat în comuna Stavîșce din raionul Brusîliv, regiunea Jîtomîr, Ucraina.

## Demografie
Componența lingvistică a localității Kostivți
     Ucraineană (97,12%)
     Rusă (2,88%)
Conform recensământului din 2001, majoritatea populației localității Kostivți era vorbitoare de ucraineană (97,12%), existând în minoritate și vorbitori de rusă (2,88%).